# Effondrement des passerelles du Hyatt Regency

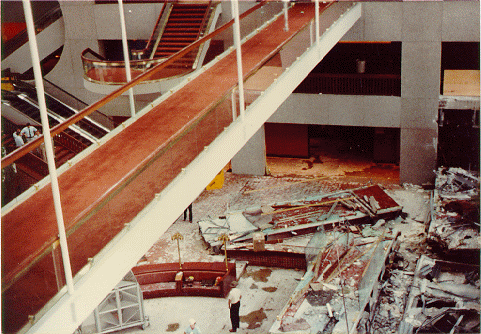
Vue du Hall lors de la première journée d'enquête, 1981.

L'effondrement des passerelles du Hyatt Regency est une catastrophe qui a eu lieu le 17 juillet 1981 à l'hôtel Hyatt Regency de Kansas City (État du Missouri) : deux passerelles, l'une surplombant l'autre, s'effondrent dans le hall où est organisé un festival de danse. L'accident, qui cause 114 morts et 216 blessés, est le plus grave effondrement structurel dans l'histoire des États-Unis jusqu'aux attentats du World Trade Center en 2001.

## Chronologie
La construction de l'hôtel Hyatt Regency Kansas City (en) commence en mai 1978 ; elle est marquée par de nombreux retards et incidents, comme l'effondrement d'une partie du toit sur 250 m2. Néanmoins, l'hôtel ouvre officiellement le 1er juillet 1980.
Le bâtiment se distingue par son hall d'une hauteur de plusieurs étages et surplombé par des passerelles suspendues depuis le plafond. Composées d'acier, de verre et de béton, elles relient les ailes nord et sud aux deuxième, troisième et quatrième étages. Elles mesurent environ 37 m de longueur et pèsent près de 29 tonnes. La passerelle du quatrième étage était directement à la verticale de celle du deuxième.

## Effondrement
Le 17 juillet 1981, l'hôtel est le lieu d'un festival de danse rassemblant environ 1 600 personnes dans le hall. À 19 h 5, 40 personnes se tiennent sur la passerelle du deuxième étage ; d'autres, plus nombreuses, sur celle du troisième étage et entre 16 et 20 personnes sur celle du quatrième. Celle du quatrième est directement à la verticale de celle du deuxième, la passerelle du troisième étage se trouvant éloignée des autres (latéralement) de plusieurs mètres. Le public entend plusieurs détonations, puis la passerelle du quatrième descend de plusieurs centimètres et se stabilise brièvement avant de tomber sur celle du deuxième ; toutes deux s'effondrent dans le hall de l'hôtel.
Les opérations de secours durent quatorze heures. Les survivants sont enterrés sous des décombres d'acier, de béton et de verre que les pompiers ne parviennent pas à déplacer ; des bénévoles apportent les machines nécessaires de la part de sociétés de construction et de leurs fournisseurs, y compris des grues. Les opérations sont coordonnées par le directeur des urgences médicales, Joseph Waeckerle (en). Les défunts sont installés dans une salle d'exposition au rez-de-chaussée et les secouristes effectuent le triage médical sur la pelouse et dans l'allée devant l'hôtel ; ils demandent aux personnes capables de marcher d'évacuer l'hôtel pour faciliter les opérations et ils distribuent de la morphine aux victimes de blessures mortelles,. Les secouristes doivent souvent démembrer des corps pour parvenir aux survivants piégés dans les décombres.
Dans l'effondrement, le système des extincteurs à eau est endommagé : le hall est inondé et les survivants piégés risquent la noyade. L'une des victimes, Mark Williams, passe plus de neuf heures coincé sous la passerelle inférieure, les deux jambes brisées, et manque de se noyer avant l'arrêt des extincteurs. La visibilité est médiocre en raison de la poussière et de l'absence de courant électrique, coupé par mesure de sécurité,. Au total, 20 personnes sont sauvées des décombres.

## Enquête
The Kansas City Star charge Wayne G. Lischka, ingénieur en bâtiment, d'enquêter sur l'effondrement ; Lischka découvre que la conception des passerelles est très différente des plans d'origine. Le Star et son journal associé, le Kansas City Times, remportent un Prix Pulitzer en 1982 pour leur reportage sur cette catastrophe.
Les deux passerelles étaient suspendues à des tirants d'un diamètre de 32 mm ; la passerelle du deuxième étage était suspendue directement à celle du quatrième. Cette dernière reposait sur trois poutres retenues par des tirants dotés d'écrous. La conception d'origine ne pouvait supporter que 60% de la charge minimale fixée par la législation sur les bâtiments au Kansas.

## Conséquences
Le Missouri Board of Architects, Professional Engineers, and Land Surveyors a estimé que la société Jack D. Gillum and Associates, qui avait approuvé les plans, était coupable de négligence grave et de faute professionnelle ; la société a été acquittée de tous les délits dont elle était accusée, mais elle a  perdu sa licence dans les États du Missouri, de Kansas et du Texas ainsi que son titre de membre de l'American Society of Civil Engineers,,.
Les victimes et leurs familles reçoivent au moins 140 millions de dollars lors des procès civils qui suivent la catastrophe ; une part importante de cette somme est versée par Crown Center Corporation, une filiale de Hallmark Cards, propriétaire du bâtiment, dont la société Hyatt menait la gérance moyennant une redevance (elle n'était pas propriétaire des murs),.
L'effondrement à l'hôtel Hyatt est devenu le modèle d'études sur l'éthique dans la construction et la gestion des catastrophes. Jack D. Gillum (1928-2012), qui a fait partie des ingénieurs de ce bâtiment, a ensuite communiqué ses conclusions lors de conférences d'ingénieurs dans un objectif de prévention des accidents.

### Documentation
- Henry Petroski, To Engineer Is Human : The Role of Failure in Structural Design, New York, Random House, 1985, 85–93 p., « Accidents Waiting To Happen »« After the walkways were up there were reports that construction workers found the elevated shortcuts over the atrium unsteady under heavy wheelbarrows, but the construction traffic was simply rerouted and the designs were apparently still not checked or found wanting. »
- Levey, M., Salvadori, M. et Woest, K., Why Buildings Fall Down : How Structures Fail, W. W. Norton & Company, 1994, 346 p. (ISBN 978-0-393-31152-5, lire en ligne)